# Маас, Василий Фёдорович
Васи́лий Фёдорович Маа́с (ок. 1845 — 6 (19) сентября 1901) — русский архитектор, автор ряда зданий в Одессе и Минске.

## Биография
Родился около 1845 года.
Учился в Академии художеств; в 1864 году получил малую серебряную медаль за проект «театра»; в 1865 году удостоен звания классного художника 3-й степени за проект «сельской церкви».
В 1866 году, 23 января, в Исаакиевском соборе обвенчался с дочерью умершего титулярного советника Серафимой Фёдоровной Уткиной.
С 1867 года работал в Одессе. До 1875 года занимал должность архитектора окружного инженерного управления Одесского военного округа. В Одессе архитектор вёл активную общественную работу. Он, в частности, был одним из инициаторов создания Одесского отделения Императорского русского технического общества (ООИРТО), в работе которого в дальнейшем принимал активное участие.
В 1891 году получил должность минского губернского архитектора, замещая Ф. Ю. Фриде. В Минске он решил организовать рисовальную школу по типу одесской, считавшейся тогда лучшей. Для сбора средств устроили выставку картин с привлечением местных художников. Выставка, на которой было представлено около 100 картин, открылась 24 мая 1891 года в залах Дворянского собрания. Свои работы представили художники А. Бартэльс, Я. Матейко, И. Айвазовский, Э. Суковский и другие. Это была первая выставка изобразительного искусства в Минске. Однако она не имела того успеха, на который рассчитывали устроители. После покрытия расходов осталась совсем незначительная сумма.
В конце 1891 года в помещении при летнем театре в городском саду В. Ф. Маас создал художественно-столярную мастерскую, в которой не только бесплатно преподавал, но и выдавал ученикам еженедельно по 50 копеек из своих средств, чтобы дать им возможность ходить на занятия. С наступлением летнего театрального сезона мастерская лишилась помещения и из-за отсутствия денег на наем другого прекратила существование. В 1894 году он обращается в Академию художеств с просьбой помочь в организации художественной школы. Однако у местных чиновников эта идея не нашла отклика.
В 1900 году Маас переехал в Ковно, заняв должность ковенского губернского архитектора.
Скончался 6 (19) сентября 1901 года.

## Проекты и постройки

### Одесса
- Здание Одесского юнкерского пехотного училища. Французский бульвар, 2 (1865—1866);
- Здание 3-й мужской гимназии (корпус университета внутренних дел). Успенская улица, 1 (1874, совместно с архитектором Д. Е. Мазировым)[10];
- Доходный дом Михайловского монастыря. Успенская улица (1875, не сохранился)[10];
- Доходный дом. Улица Павла Зелёного, 41 (1875)[10];
- Доходный дом Я. Вайнберга. Улица Павла Зелёного, 47 (1875)[10][11];
- Собственный дом В. Мааса. Садовая улица, 7 (1875; перестроен в 1899—1900 архитектором Д. Е. Мазировым)[10];
- Здание бывшей водолечебницы Я. Валика (Институт холодильной промышленности). Университетская улица, 18;
- Дом потомственного почётного гражданина Одессы Л. М. Шорштейна. Улица Карантинная, 7 (1876);
- Контора Государственного банка. Улица Святослава Караванского, 11 (1880; совместно с инженерами М. А. и Н. А. Лишиными)[10][12];
- Здание Духовной семинарии и епархиального дома (соавтор проекта). Улица Святослава Караванского, 38 (1876);
- Здание Земского банка. Садовая улица, 3 (1882, совместно с архитектором А. К. Штемпелем)[10];
- Особняк Д. Т. и М. И. Биязи-Мавро. Софиевская улица, 24[13].

### Минск
- Доходный дом А. М. Цюндевицкого. Угол Захарьевской и Серпуховской улиц (1899; не сохранился)[6];
- Плафон зрительного зала городского театра[бел.][14].